# Шедден, Дуг
Дуглас Артур Шедден (англ. Douglas Arthur Shedden; род. 29 апреля 1961, Валлакебург, Канада) — канадский профессиональный хоккеист и тренер.

## Биография
Дуглас Шедден родился 29 апреля 1961 года в городе Валлакебург провинции Онтарио Канады. В 1980 году был выбран на драфте командой «Питтсбург Пингвинз», позже дебютировал за них в НХЛ. Также выступал за «Детройт Ред Уингз», «Квебек Нордикс» и «Торонто Мэйпл Лифс». В Европе выступал за итальянский «Больцано» и швейцарский «Давос». Карьеру закончил в 1993 году в команде «Маскигон Фури».
В 1992 году начал карьеру тренера, руководил командой «Вичита Тундер» из Канадской хоккейной лиги, дважды приводил её к чемпионству — в сезоне 1993/94 и 1994/95. С 1995 по 2005 год возглавлял различные команды низших североамериканских лиг.
В сезоне 2005/06 возглавлял финский ХИФК из Хельсинки. Завоевал с командой бронзу чемпионата. Два сезона руководил «Йокеритом», в 2008 году также тренировал сборную Финляндии во время чемпионата мира.
В 2008 году Шедден подписал контракт с клубом швейцарской лиги «Цуг». Проработал в клубе 6 лет. В сезоне 2014/15 возглавлял в КХЛ хорватский «Медвешчак». Проработав один сезон, Шедден покинул клуб. В 2015 году вернулся в Швейцарию, возглавив хоккейный клуб «Лугано».